# خانه امن (تئاتر)
خانه امن تئاتری به کارگردانی حمید فرخ‌نژاد و به تهیه‌کنندگی و نویسندگی علیرضا امیرقاسمی است که در ۱۵ مرداد ۱۴۰۲ در سالن اورفوم تئاتر شهر لس‌آنجلس به روی صحنه رفت.

## داستان
«خانه امن» روایت بازجویی از تعدادی شهروند بازداشت شده، در یکی از خانه‌های امن یک نهاد امنیتی در ایران است.

## بازیگران
فهرست هنرپیشگان عبارت‌اند از:
- حمید فرخ‌نژاد در نقش یدی
- مهناز افشار در نقش رُزا
- برزو ارجمند در نقش روحی
- احسان کرمی در نقش مزدک
- فرزین صابونی در نقش بهروز شایگان
- فرشید منافی در نقش فتاح
- محسن عبداللهیان در نقش منصوری/ سرباز